# AACTA Awards 2015 (Dezember)
Die 5. Verleihung der australischen AACTA Awards (englisch 5th AACTA Awards), die jährlich von der Australian Academy of Cinema and Television Arts (AACTA) vergeben werden, fand zweigeteilt am 30. November und 9. Dezember 2015 im Casino The Star in Sydney statt. Die AACTA Awards sind die Fortsetzung der AFI Awards, die von 1958 bis 2010 durch das Australian Film Institute (AFI) vergeben wurden. Sie ehrten die besten australischen Filme und Sendungen des Jahres 2015 und sind so das Gegenstück zu den im Januar 2016 stattgefundenen fünften AACTA International Awards für internationale Filme. Die Verleihung wurde bei Seven Network gezeigt.

## Gewinner und Nominierte
| Film               | N  | A |
| ------------------ | -- | - |
| The Dressmaker     | 12 | 4 |
| Mad Max: Fury Road | 11 | 8 |
| Last Cab to Darwin | 08 | 2 |
| Holding the Man    | 06 | 0 |
| Papierflieger      | 05 | 1 |
| Cut Snake          | 05 | 0 |
| Partisan           | 04 | 0 |
| Ruben Guthrie      | 03 | 0 |

### Bester Film
Mad Max: Fury Road – Produktion: George Miller, Doug Mitchell und P. J. Voeten
The Dressmaker – Produktion: Sue Maslin
Holding the Man – Produktion: Kylie du Fresne
Last Cab to Darwin – Produktion: Greg Duffy, Lisa Duff und Jeremy Sims
Papierflieger (Paper Planes) – Produktion: Robert Connolly, Liz Kearney und Maggie Miles

### Beste Regie
George Miller – Mad Max: Fury Road
Neil Armfield – Holding the Man
Jocelyn Moorhouse – The Dressmaker
Jeremy Sims – Last Cab to Darwin

### Bestes Originaldrehbuch
Robert Connolly und Steve Worland – Papierflieger (Paper Planes)
Blake Ayshford – Cut Snake
Nico Lathouris, Brendan McCarthy und George Miller – Mad Max: Fury Road
James McFarland – Kill Me Three Times – Man stirbt nur dreimal (Kill Me Three Times)

### Bestes adaptiertes Drehbuch
Reg Cribb und Jeremy Sims – Last Cab to Darwin
Brendan Cowell – Ruben Guthrie
Tommy Murphy – Holding the Man

### Bester Hauptdarsteller
Michael Caton – Last Cab to Darwin
Patrick Brammall – Ruben Guthrie
Ryan Corr – Holding the Man
Sullivan Stapleton – Cut Snake

### Beste Hauptdarstellerin
Kate Winslet – The Dressmaker
Robyn Butler – Now Add Honey
Ningali Lawford – Last Cab to Darwin
Charlize Theron – Mad Max: Fury Road

### Bester Nebendarsteller
Hugo Weaving – The Dressmaker
Mark Coles Smith – Last Cab to Darwin
Alex Dimitriades – Ruben Guthrie
Anthony LaPaglia – Holding the Man

### Beste Nebendarstellerin
Judy Davis – The Dressmaker
Emma Hamilton – Last Cab to Darwin
Deborah Mailman – Papierflieger (Paper Planes)
Sarah Snook – The Dressmaker

### Beste Filmmusik
Junkie XL – Mad Max: Fury Road
David Hirschfelder – The Dressmaker
Daniel Lopatin – Partisan
Nigel Westlake – Papierflieger (Paper Planes)

### Beste Kamera
John Seale – Mad Max: Fury Road
Steve Arnold – Last Cab to Darwin
Donald M. McAlpine – The Dressmaker
Damian Wyvill – Oddball – Retter der Pinguine (Oddball)

### Bester Schnitt
Margaret Sixel – Mad Max: Fury Road
Jill Bilcock – The Dressmaker
Andy Canny – Cut Snake
Dany Cooper – Holding the Man

### Bestes Szenenbild
Colin Gibson – Mad Max: Fury Road
Sarah Cyngler und Steven Jones-Evans – Partisan
Josephine Ford – Cut Snake
Roger Ford – The Dressmaker

### Beste Kostüme
Marion Boyce und Margot Wilson – The Dressmaker
Jenny Beavan – Mad Max: Fury Road
Sarah Cyngler und Maria Pattison – Partisan
Cappi Ireland – Cut Snake

### Bester Ton
Chris Jenkins, Mark A. Mangini, Ben Osmo, Wayne Pashley, Gregg Rudloff und David White – Mad Max: Fury Road
James Ashton, Emma Bortignon, Chris Goodes und Trevor Hope – Papierflieger (Paper Planes)
Dane Cody und Robert Mackenzie – Partisan
Alex Francis, Chris Goodes, Glenn Newnham, Andrew Ramage, Mario Vaccaro und David Williams – The Dressmaker

### Beste visuelle Effekte oder beste Animationen
Fiona Crawford, Andrew Jackson, Dan Oliver, Holly Radcliffe, Andy Williams und Tom Wood – Mad Max: Fury Road
Daniel Barrow, Mark Holt, Chas Jarrett, Alana Newell und Marc Varisco – Pan
Paul Butterworth, Matt Estela, Ryan Stafford und Christopher Townsend – Avengers: Age of Ultron
Ineke Majoor und Glenn Melenhorst – Ted 2

### Bester Dokumentarfilm
Voll verzuckert (That Sugar Film) – Produktion: Nick Batzias und Damon Gameau
Gayby Baby – Produktion: Charlotte Mars
Nur die Toten (Only the Dead) – Produktion: Paddy McDonald und Michael Ware
Sherpa – Trouble on Everest – Produktion: Bridget Ikin und John Smithson
Women He’s Undressed – Produktion: Gillian Armstrong und Damien Parer

### Beste Regie bei einer Dokumentation
Bill Guttentag und Michael Ware – Nur die Toten (Only the Dead)
Wain Fimeri und Steve Westh – Uran und Mensch – Ein gespaltenes Verhältnis (Uranium: Twisting the Dragon’s Tail)
Kelrick Martin – Prison Songs
Deborah Masters – The Killing Season

### Bester Kurzfilm
Nulla Nulla – Regie: Dylan River; Produktion: Tanith Glynn-Maloney
Flat Daddy – Regie: Matt Holcomb; Produktion: Annie Kinnane
Karroyul – Regie: Kelrick Martin; Produktion: Jaclyn Hewer und Melissa Kelly
Reg Makes Contact – Regie: Corrie Chen; Produktion: Jiao Chen und Raquelle David

### Bester animierter Kurzfilm
Ernie Biscuit – Regie und Produktion: Adam Elliot
The Meek – Regie: Joe Brumm; Produktion: Laura DiMaio
The Orchestra – Regie: Mikey Hill; Produktion: Melanie Brunt
The Story of Percival Pilts – Regie: Janette Goodey und John Lewis; Produktion: John Lewis

### Beste Dramaserie
Glitch – Produktion: Tony Ayres, Ewan Burnett und Louise Fox
Love Child – Produktion: Tom Hoffie
Miss Fishers mysteriöse Mordfälle (Miss Fisher’s Murder Mysteries) – Produktion: Deb Cox und Fiona Eagger
Wentworth – Produktion: Amanda Crittenden und Jo Porter

### Beste Comedyserie
Shaun Micallef’s Mad as Hell – Produktion: Peter Beck und Shaun Micallef
Danger 5 – Produktion: Kate Croser und Dario Russo
Sammy J & Randy in Ricketts Lane – Produktion: Donna Andrews und Stu Connolly
Utopia – Produktion: Santo Cilauro, Tom Gleisner, Michael Hirsh und Rob Sitch

### Bester Fernsehfilm oder beste Miniserie
Peter Allen: Not the Boy Next Door – Produktion: Rory Callaghan und Kerrie Mainwaring
Banished – Produktion: Iain Canning, Jamie Laurenson, Brett Popplewell, Emile Sherman und Sita Williams
The Principal – Produktion: Ian Collie
The Secret River – Produktion: Stephen Luby

### Beste Kinderserie
Ready for This – Die Chance deines Lebens (Ready for This) – Produktion: Darren Dale, Miranda Dear und Joanna Werner
Little Lunch – Produktion: Robyn Butler und Wayne Hope
The New Adventures of Figaro Pho – Produktion: Daniel Fill, Luke Jurevicius und Frank Verheggen
Nowhere Boys – Produktion: Beth Frey

### Beste Unterhaltungssendung
The Weekly with Charlie Pickering – Produktion: Frank Bruzzese, Charlie Pickering, Chris Walker und Kevin Whyte
Dirty Laundry Live – Produktion: Tarni James, Richard Kelly, Peter Lawler und Rachel Millar
Judith Lucy Is All Woman – Produktion: Anna Bateman und Judith Lucy
Julia Zemiro’s Home Delivery – Produktion: Polly Connolly, Damian Davis und Nick Murray

### Beste Realitysendung
MasterChef Australia – Produktion: Margaret Bashfield, Marty Benson, Tim Toni und Rob Wallace
My Kitchen Rules – Produktion: Matt Apps, Rikkie Proost und Evan Wilkes
The Real Housewives of Melbourne – Produktion: Virginia Hodgson, Lisa Potasz und Kylie Washington
The Voice – Produktion: Richard Rietveld
The X Factor – Produktion: Digby Mitchell

### Beste Hauptdarsteller – Drama
Joel Jackson – Peter Allen: Not the Boy Next Door
Wayne Blair – Redfern Now: Promise Me
Joel Jackson – Deadline Gallipoli
Oliver Jackson-Cohen – The Secret River

### Beste Hauptdarstellerin – Drama
Pamela Rabe – Wentworth
Deborah Mailman – Redfern Now: Promise Me
Peta Sergeant – House of Hancock
Sarah Snook – The Secret River

### Bester Neben- oder Gastdarsteller – Drama
Ky Baldwin – Peter Allen: Not the Boy Next Door
John Bach – Gallipoli
Lachy Hulme – The Secret River
Rahel Romahn – The Principal

### Beste Neben- oder Gastdarstellerin – Drama
Sigrid Thornton – Peter Allen: Not the Boy Next Door
Harriet Dyer – Love Child
Rarriwuy Hick – Redfern Now
Hannah Monson – Glitch

### Bester Darsteller – Comedy
Celia Pacquola – Utopia
Randy Feltface – Sammy J & Randy in Ricketts Lane
Nathan Lovejoy – Sammy J & Randy in Ricketts Lane
Emily Taheny – Shaun Micallef’s Mad as Hell

### Beste Regie im Fernsehen
Shawn Seet – Peter Allen: Not the Boy Next Door (Episode 2)
Michael Rymer – Deadline Gallipoli (Episode 1)
Kriv Stenders – The Principal (Episode 1)
Jeffrey Walker – Banished (Episode 7)

### Bestes Drehbuch im Fernsehen
Michael Miller – Peter Allen: Not the Boy Next Door (Episode 2)
Santo Cilauro, Tom Gleisner und Rob Sitch – Utopia (Episode 9 A Fresh Start)
Kristen Dunphy – The Principal (Episode 1)
Shaun Grant und Jacquelin Perske – Deadline Gallipoli (Episode 1)